# Kasper Rorsted
Kasper Rorsted, eigentlich Rørsted (* 24. Februar 1962 in Aarhus, Dänemark), ist ein dänischer Manager. Er war vom 1. Oktober 2016 bis zum 11. November 2022 Vorstandsvorsitzender (CEO) der Adidas AG und zuvor bis zum 30. April 2016 Vorstandsvorsitzender der Henkel AG & Co. KGaA.

## Leben

### Herkunft
Rorsteds Vater Bendt Rørsted ist Wirtschaftsprofessor in Aarhus. Sein älterer Bruder wurde Entwicklungschef einer Ingenieur-Firma, der jüngere Bruder ebenfalls in Dänemark Architekt.

### Ausbildung
Rorsted verbrachte seine Schulzeit in Aarhus, während der er auch ein Austauschprogramm in den USA absolvierte. Er spielte als Handballer in der Jugend-Nationalmannschaft. Rorsted besuchte auch das Niels Brock College, eine weiterführende Schule in Dänemark. In den USA absolvierte er danach das Executive Summer Program an der Harvard Business School. Das Studium finanzierte er nebenher, darunter auch als Reinigungskraft.

### Berufliches Wirken
Bis 1995 hatte Rorsted verschiedene Management-Positionen in Vertrieb und Marketing bei Oracle und DEC durchlaufen. Danach wechselte er zum Notebooks- und Desktop-Computer-Hersteller Compaq, wo er unter anderem als Leiter der Compaq Enterprise Business Group für die Regionen Europa, Naher Osten und Afrika tätig war.
Rorsted war von 2002 bis 2004 als „Senior Vice President“ und „General Manager“ bei Hewlett-Packard beschäftigt. 2005 wurde er zum Mitglied der Geschäftsführung des Henkel-Konzerns berufen und war in dieser Funktion für den Unternehmensbereich Personal/Einkauf/Informationstechnologie/Infrastruktur-Services zuständig. Von Januar 2007 bis April 2008 war er stellvertretender Vorsitzender der Geschäftsführung.
Kasper Rorsted wurde auf der Jahreshauptversammlung am 14. April 2008 zum Vorstandsvorsitzenden der Henkel AG & Co. KGaA gewählt. Er löste Ulrich Lehner ab, der in den Henkel Gesellschafterausschuss wechselte.
Ab dem 1. August 2016 war Rorstedt Vorstand, ab dem 1. Oktober 2016 Vorstandsvorsitzender der Adidas AG. Am 22. August 2022 wurde bekannt gegeben, dass Rorsted mit Ende des Jahres aus dem Unternehmen ausscheidet und zum 11. November 2022 alle Funktionen niederlegt. Für sein Ausscheiden vier Jahre vor Vertragsende erhielt Rorsted eine Abfindung von insgesamt 16 Millionen Euro.
Kasper Rorsted ist verheiratet, hat vier Kinder und spricht neben Dänisch auch Englisch, Deutsch und Schwedisch.

### Unstimmigkeiten im Lebenslauf
Als Folge der Recherchen des Journalisten Tim Gökalp über Unstimmigkeiten in Lebensläufen unter den Top-Managern, wurde 2020 bekannt, dass Kasper Rørsteds Lebenslauf nicht mit der Realität übereinstimmte, da mehrere seiner Arbeitgeber angaben, er sei an der Copenhagen Business School ausgebildet worden, während seine Ausbildung tatsächlich vom Niels Brock Business College stammt, das keine Ausbildung auf Universitätsniveau anbietet. In diesem Zusammenhang untersuchte das dänische Wirtschaftsmedium Finans ebenfalls Kasper Rørsteds Lebenslauf in Kraks Blå Bog, den Kasper Rørsted selbst verfasst hatte, wo fälschlicherweise angegeben war, dass er als Diplom-Ökonom ausgebildet wurde, während sein tatsächlicher Titel Akademi-Ökonom ist. Der Titel "Akademi-Ökonom" wird in Dänemark für Absolventen eines zweijährigen akademischen Programms verliehen, das in der Regel an einer sogenannten "Erhvervsakademi" (Fachhochschule) absolviert wird. Kasper Rørsted hat selbst bestritten, für die Unstimmigkeiten in seinem Lebenslauf verantwortlich zu sein.

## Zitate
„Was spricht dagegen, wenn künftig ein DFB-Pokalfinale statt in Berlin auch einmal in Shanghai ausgetragen würde? Ich befürworte das und sehe das als Chance.“

## Lexikoneintrag
- Kasper Rorsted im Munzinger-Archiv, abgerufen am 15. März 2021 (Artikelanfang frei abrufbar)